# رادمیلا ساویچ
رادمیلا ساویچ (سیریلیک صربی: Раda "Рада" Савић؛ زادهٔ ۱۸ ژوئن ۱۹۶۱) بازیکن هندبال اهل یوگسلاوی بود.